# Xenofrea aragua
Xenofrea aragua là một loài bọ cánh cứng trong họ Cerambycidae.